# Turmajärvi
Turmajärvi är en sjö i Finland. Den ligger i kommunen Enontekis i landskapet Lappland, i den norra delen av landet, 900 km norr om huvudstaden Helsingfors. Turmajärvi ligger 311,8 meter över havet. Den ligger vid sjön Venejärvi. Omgivningarna runt Turmajärvi är i huvudsak ett öppet busklandskap. Arean är 39,5 hektar och strandlinjen är 3,47 kilometer lång. Sjön  ingår i Kemi älvs huvudavrinningsområde. 